# カリフォルニア州の歴史

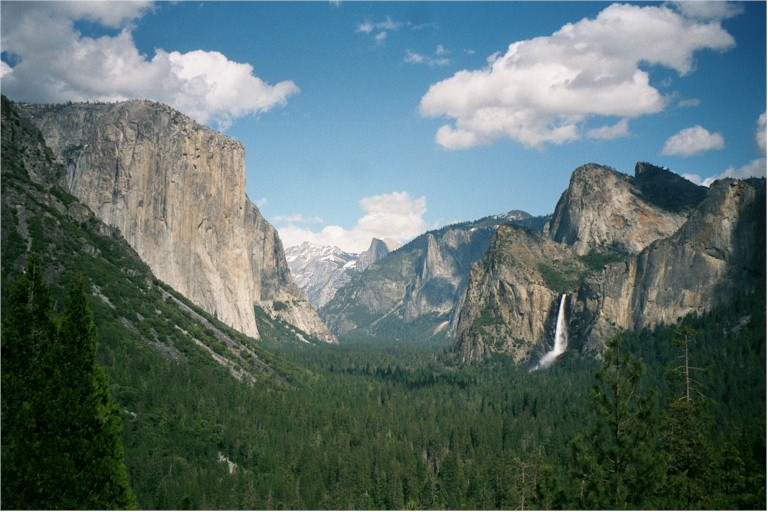
カリフォルニア州ヨセミテ渓谷

カリフォルニア州の歴史（カリフォルニアしゅうのれきし、英:History of California）では、アメリカ合衆国西海岸に位置するカリフォルニア州となった地域の人類の歴史と社会活動を概説する。カリフォルニアにおける人類の活動はおよそ13,000年から15,000年前に到着したインディアン民族に始まる。
海岸や渓谷に沿った内陸部へのヨーロッパ白人による探検と開拓は16世紀に始まった。米墨戦争におけるメキシコの敗北の結果、1848年のグアダルーペ・イダルゴ条約により、アメリカ合衆国がカリフォルニアを獲得したことで、それまでメキシコの領土であった西部への拡張が進展し、1850年代のカリフォルニア・ゴールドラッシュによってさらに加速された。カリフォルニアは1850年にアメリカ合衆国の州に昇格した。19世紀の終わりまでに、カリフォルニアの大部分はまだ田舎で農業地だったが、既に約140万人が住んでいた。20世紀に入るとさらに人口は増加し、2000年に行われた国勢調査では、全米50州で最多の人口である3,500万人以上を抱えている。

## ネイティブアメリカンの時代
一般に認められている南北アメリカ大陸への人類の移動に関する学説は、およそ16,500年前にネイティブアメリカン民族がベーリング陸橋を通ってアメリカ大陸に入ったというもので、ネイティブアメリカンが、現在のカリフォルニアにいつ到着したかは不明である。
サンタローザ島のアーリントン・スプリングス人の遺跡は、最も初期にネイティブアメリカンが住んだ跡であり、約13,000年前のウィスコンシン氷期（最も新しい氷期）の頃とされている。現在のカリフォルニアになった地域には全体で約30の部族あるいは文化集団が住んでおり、恐らくは6種の言語族に分類される。これらの語族の中には最も初期に到着したホカ語族（はるか北の山岳地から南のコロラド川盆地に分布）と最近に到着した南東部砂漠地帯のユト・アステカン語族がいる。この文化の多様性は北アメリカの中でも密度が濃く、10,000年から15,000年前の一連の移民や勢力争いの結果と考えられている。ヨーロッパ白人による最初の接触時、チュマシュ族、マイドゥ族、ミウォク族、モードック族、モハーベ族、オーロネ族、ポモ族、シャスタ族、トングヴァ族およびウィントゥ族など、60を超えるネイティブアメリカン部族が住んでいた。
これらの部族はカリフォルニアの多様な気候に適応した。海岸の部族は、石器を使ってイガイ科貝類の殻から作られる交易用ビーズの主要生産源だった。カリフォルニアの広いセントラル・バレーやそれを取り囲む丘の部族は、早くから農業を発展させ、草地を焼いて食用植物、特にオークの木の生育を促進した。これらの木の実（ドングリ）を粉に挽き、酸性のタンニンを濾過すると食用の粉ができた。北部や東部の山岳地に住む部族はサケ漁や動物の猟に大きく頼っており、カリフォルニアの火山生成物である黒曜石を集めて成形し交易に用いた。南東部の砂漠は、過酷な環境で生き残る術を覚えた部族が住み、その土地の植物を慎重に扱い、オアシスや水源の近くで生活した。
これら全ての部族の状態は動的であり、より成功した部族がその領土を拡げ、あまり成功しなかった部族は縮小した。奴隷貿易や部族間の戦争が比較的平和な期間と交互に続いた。ヨーロッパ人による接触が広範になった1700年代には、およそ30万人のネイティブアメリカンがカリフォルニアに住んでいたと推計されている。（→カリフォルニアのネイティブアメリカン部族）

## ヨーロッパ人の探検（1530年-1765年）
最初のヨーロッパ人探検家達は、スペインあるいはイギリスの国旗を掲げた者達であり、1500年代初期から1700年代半ばにカリフォルニア海岸を航海したが、ヨーロッパ人による開拓地は造られなかった。最も重要な植民地強国であったスペインはその帝国の中心であるメキシコ、ペルーおよびフィリピンに関心を集中した。太平洋に接するあらゆる陸地（カリフォルニアを含む）はスペインが領有するという自負のもとに、スペインはカリフォルニア海岸を航行する探検隊を派遣した。これら舟に乗った探検者達から見たカリフォルニアは丘の多い草地と森林の土地であり、植民者を惹き付けるに足る資源や自然の良港はほとんど無いと見られた。
当時の他の植民地帝国はより人口密度の高い地域に興味が行っており、この遠く離れた世界の一部にはほとんど注意を払わなかった。ロシアとイギリスの探検者達および毛皮交易業者達がこの地域の周縁部に入り始めたのは1700年代半ばになってからだった。

### エルナン・コルテス
1530年頃、ヌニョ・ベルトラン・デ・グスマン（ヌエバ・エスパーニャの統領）がインディアンの奴隷から、その通りが金や銀で舗装されているというシボラの7都市の話を聞いた。同じ頃エルナン・コルテスはアマゾネス女族が住み、金、真珠および宝石で溢れているという遙か北西の不思議な国の話に惹き付けられた。スペイン人はこれらの場所が一つで同じものと推測した。
1533年の遠征隊はおそらくはラ・パス湾のことと思われる1つの湾を発見したが、艱難辛苦した後に帰還した。コルテスは1534年と1535年に遠征隊を率いたが、求める都市は見つからなかった。
1535年5月3日、コルテスは「サンタクルス島」（現在のバハ・カリフォルニアの半島として知られる）を領有権主張し、その春遅くにラ・パスとなる都市の配置を決め建設した。

### フランシスコ・デ・ウロア

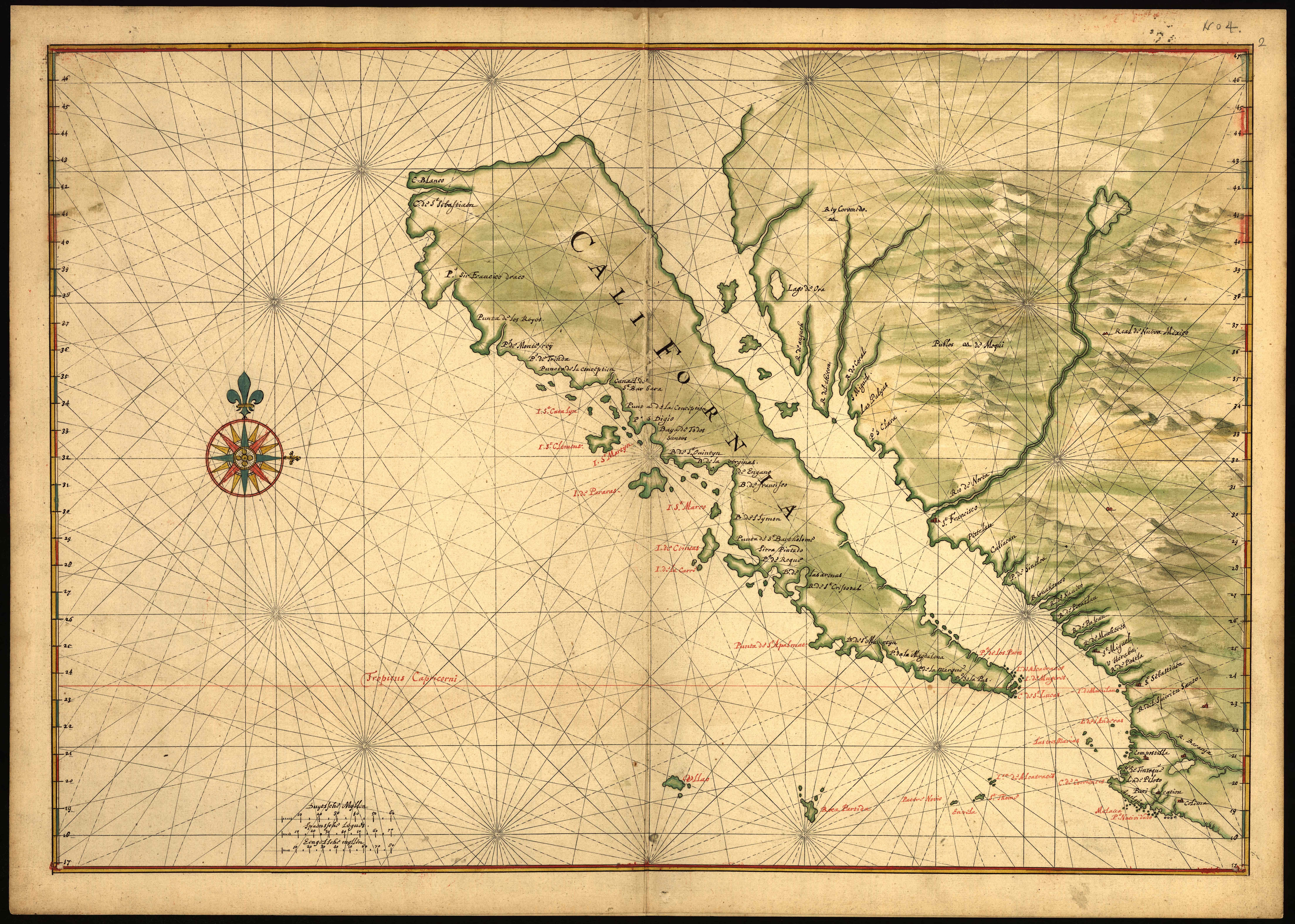
この1650年の地図ではカリフォルニアが島として表されている。海峡にある小さな諸島は初期の神話に語られており、その結果この地域が実際に探検されたということを信じた地図制作者達によって何世紀もの間書き加えられてきた。

1539年7月、コルテスはこれら伝説を新たに聞いて動かされ、小さな3隻の舟でフランシスコ・デ・ウロアを派遣した。デ・ウロアはコロラド川河口に達し、半島を回って遠くセドロス島まで航海した。
この航海の証言によって、「カリフォルニア」という名前が初めて記録された。これはガルシ・ロドリゲス・デ・モンタルヴォが編集し1510年頃に出版された騎士道物語『ガリアのアマディス』第5巻に辿ることができ、主人公は「カリフォルニア」と呼ばれる島を旅する。

### フアン・ロドリゲス・カブリリョ
カリフォルニア海岸を最初に探検したヨーロッパ人はスペイン帝国のために航海したポルトガル人航海士、フアン・ロドリゲス・カブリリョだった。1542年6月、カブリリョは現在のメキシコ西海岸から2隻の舟で探検隊を率いた。9月28日にサンディエゴ湾で上陸し、カリフォルニア島と考えた土地をスペイン領と宣言した。
カブリリョとその隊員はチャネル諸島の一つサンミゲルに上陸し、次に海岸沿いにあると考えられたアジア大陸に向かう航路（北西航路）を発見するために北へ進んだ。カブリリョは北のポイント・レイズ（サンフランシスコの北、約50km）まで進んだと考えられるが、航海中の事故で死んだ。遠征隊の残りの隊員は、バルトローメ・フェレロに率いられて、今日のオレゴン州南部にあるログ川まで北上したと見られている。

### フランシス・ドレーク卿
1579年6月7日、イギリス人探検家フランシス・ドレーク卿がサンフランシスコ湾以北のカリフォルニアの某所で良港を発見し、ノバ・アルビオンと名付けイギリス領と主張した。ドレークが真鍮板を残して去ったその場所は現在不明であり、その後の追従者も無かった。

### セバスティアン・ビスカイノ
1602年、スペイン人セバスティアン・ビスカイノがカリフォルニア海岸を北のモントレー湾まで進み、そこで上陸した。そこから海岸に沿って陸地を南へ進み、カーメル湾と考えられる所を訪れたと記録した。カリフォルニアの歴史でビスカイノが果たした大きな功績は、モントレー湾地域を停泊地として、また定着に適した土地として記した生き生きした報告書であり、さらに海岸水路の詳細な海図であった（その後200年近くも使用された）。

## ヨーロッパ人の探検（1765年-1821年）
イギリス人ジェームズ・クック船長は1778年の3度目にして最後の探検航海の途中で、HMSレゾルーションに乗って北アメリカ西海岸を航海し、カリフォルニアからベーリング海峡に至るまでの全ての海岸地図を作成した。1786年、ラ・ペルーズ伯ジャン＝フランソワ・ド・ガローがルイ16世に命じられた探検隊で1群の科学者や画家を率い、モントレーで歓迎された。彼等はカリフォルニアの伝道の仕組み、土地および人々について証言を残した。次の数十年間に貿易業者、鯨漁者および科学的任務を帯びた者達が訪れた。

## スペインの植民地化と統治
1697年、イエズス会宣教師団のフアン・マリア・デ・サルバティエラがバハ・カリフォルニア・スルに最初の恒久的伝道所ミシオン・デ・ヌエストラ・セニョーラ・デ・ロレト・コンチョを設立した。カリフォルニアの土地は当時ヌエバ・エスパーニャの一部であり、今日のように分割されてはいなかった。半島におけるイエズス会の支配は次第に拡がり、最初はロレト周辺の地域だったものが、南のケープ地域、最後にはバハ・カリフォルニア・スルの北縁を越えてさらに北へ拡がった。1765年から1823年にかけてカリフォルニアにも21の伝道所が設立された。
18世紀最後の四半世紀、アルタ・カリフォルニアに初めてのスペイン開拓地が設立された。北太平洋の海岸に住む毛皮動物についてロシア、また恐らくはイギリスが抱いた興味に反応する形で、スペインはカリフォルニアの南部と中部の海岸沿いに一連のカトリック伝道所を拡張し、軍隊を伴い、牧場を造った。これらの伝道所はスペイン帝国によるカリフォルニアの領有権主張を表すことが意図された。
19世紀の最初の四半世紀、スペイン人宣教師団、牧場主および軍隊によるカリフォルニアの南部と中部の海岸の植民地化がゆっくりと続いた。1820年までにスペインの影響力はロレトから今日のサンディエゴを経由してサンフランシスコ・ベイエリアのすぐ北まで繋がった伝道所で表され、内陸へは伝道所からおよそ25ないし50マイル（40 kmないし80 km）の広がりを見せた。この地帯の外では恐らく20万人から25万人の先住民が伝統的な生活を続けていた。1819年に調印されたアダムズ＝オニス条約でスペインの領有権主張を北緯42度線までとすることとなり、事実上今日のカリフォルニア州とオレゴン州の州境ができた。

### スペインによる最初の植民地
スペインは1519年以降ヌエバ・エスパーニャに多くの伝道所や砦を維持してきた。1542年にはカリフォルニア北部海岸地域の領有を宣言した。ニューメキシコのサンタフェを除き、ヌエバ・エスパーニャ北部の開拓はその後の155年間進まなかった。バハ・カリフォルニア・スルのロレトは1697年に設立されたが、スペイン王カルロス3世治下のスペインがより北部の開発が必要だと感じたのは、1765年にアラスカから下ってきたロシア人毛皮業者とその後に来るであろう開拓者による侵略の脅威があった時だった。この時点でスペイン帝国は七年戦争の政治的後片付けに携わっており、遙か離れたカリフォルニア植民地の優先度はほんのわずかなものだった。アルタ・カリフォルニアにはフランシスコ会の修道僧によって、軍隊に守られたカリフォルニア・ミッションが展開されることになった。1774年と1791年の間、スペイン帝国は多くの遠征隊を派遣し、アルタ・カリフォルニアと太平洋岸北西部の探検と開拓を進めた。

### ガスパル・デ・ポルトラ
1768年5月、遠征将軍ホセ・デ・ガルベスはアルタ・カリフォルニアに向けて4方向、2つは海、2つは陸からの遠征を計画し、ガスパル・デ・ポルトラが指揮官を志願した。
デ・ポルトラの陸路遠征隊は1769年6月29日に現在のサンディエゴの地に到着し、そこでサンディエゴ砦を構築した。デ・ポルトラとその隊は、フアン・クレスピ神父と63人の革の上着を着た兵士達、100頭のロバで構成されており、モントレー湾まで進みたがったので、7月14日に北に向かった。彼等は8月2日に現在のロサンゼルスの地、8月3日にサンタモニカ、8月19日にサンタバーバラ、9月13日にサンシメオン、そして10月1日にサリナス川河口に到着した。彼等はモントレー湾を探していたが、そこに着いた時は認識できなかった。
10月31日、デ・ポルトラの探検者達はサンフランシスコ湾を見た最初のヨーロッパ人となった。皮肉なことにマニラのガレオン船はこのころまでにほぼ200年間もこの海岸を航行していたが、この湾には気付いていなかった。デ・ポルトラの遠征隊は1770年にサンディエゴに戻った。

### フニペロ・セラ

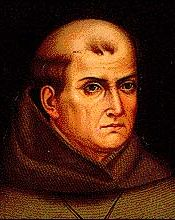
フニペロ・セラ

フニペロ・セラはマヨルカ島（スペイン領）のフランシスコ会の者であり、アルタ・カリフォルニアの伝道所群の多くを設立した。カルロス3世が1768年2月3日にヌエバ・エスパーニャからイエズス会を追放する命令を出した後は、セラが「統領神父」になった。
セラは1769年にミッション・サンディエゴ・デ・アルカラを設立した。その年遅く、セラやポルトーラ知事と小さな集団が太平洋岸を北に向かった。彼等は1770年にモントレーに到着し、そこでセラがアルタ・カリフォルニアで2箇所目の伝道所、ミッション・サンカルロス・ボロメオ・デ・カルメロを設立した。

### カリフォルニア・ミッション
伝道所は、地元の先住民族にキリスト教の教えを広めるためにスペイン・カトリックのドミニコ会、イエズス会およびフランシスコ会によって造られた宗教的前進基地の並びで構成されたが、この地域に対する昔からのスペインによる領有権主張を確保する付加的利点もあった。伝道者達はカリフォルニア地域にヨーロッパの家畜、果物、野菜、および産業を持込んだが、先住民は事実上その日暮らしの状態に留め置かれた。
ほとんどの伝道所は小さなものであり、2人のフランシスコ派僧と6人から8人の兵士が住んだ。これら全ての建物はフランシスコ会僧の監督で大部分先住民の無償の労働で建てられた。さらに「プレシディオ」（砦）、「プエブロ」（町）に加えて「ミシオン」（伝道所）はスペイン帝国がその植民地領土を統合していくために採用した3つの主要機関の1つだった。これらの伝道所のどれも完全に自活できず、（つましくはあるが）財政的援助を必要とし続けた。1810年のメキシコ独立戦争開始と共に財政的援助は実質上失われた。1827年までにメキシコ政府はスペイン生まれの者を追放する「追放一般法」を成立させ、カリフォルニアの宣教師の数が激減した。伝道所の幾つかはメキシコ政府に国有化され、その後売却された。幾つかの伝道所をそれを所有していた修道会に戻したのは、合衆国の州として成立したあとの連邦最高裁判決に拠っていた。

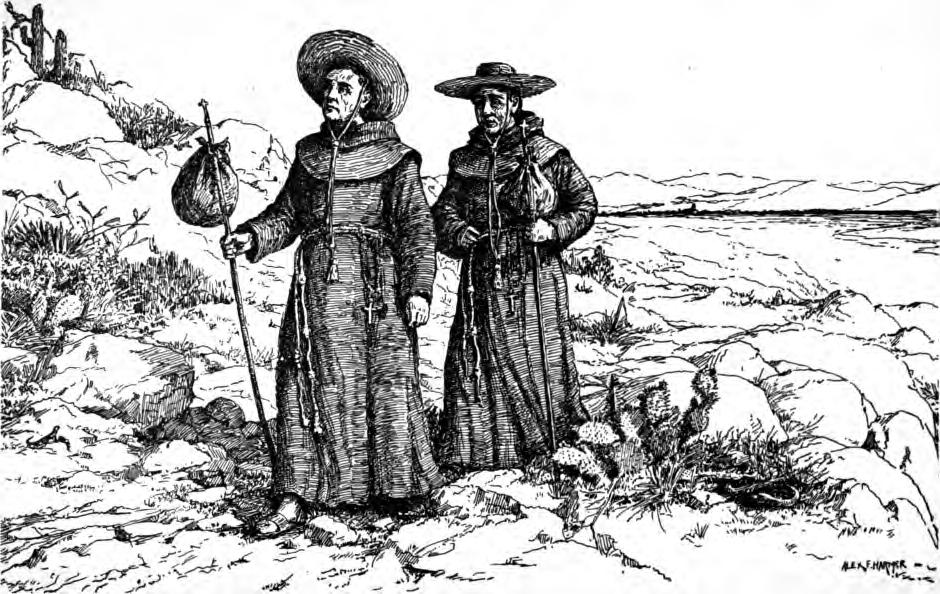
カリフォルニアのフランシスコ会士は、灰色の衣服を身につけた

カリフォルニア海岸には4つの砦が戦略的に配置され、個別の軍事地区として組織され、カリフォルニア北部の伝道所やスペイン人開拓地の護衛にあたった。

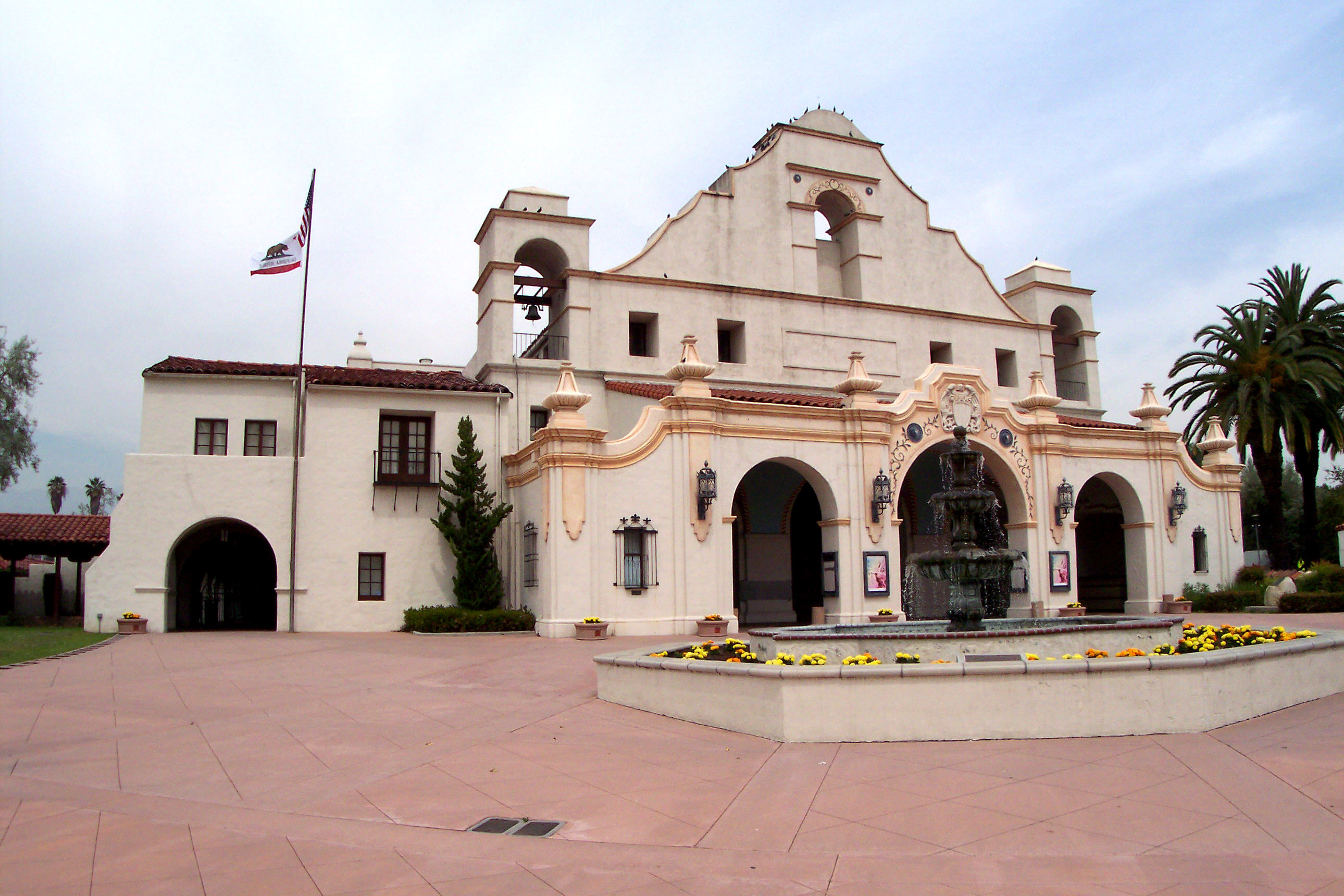
サンガブリエル公会堂、スペイン人の伝道所を模した、1920年代のミッション・リバイバル建築の例

伝道所構築物の多くが今日も残っているかあるいは建て替えられており、その多くは20世紀の初め以来信徒団を作ってきた。幹線道路と伝道所は牧歌的で平和な過去を示すロマンチックな象徴になった。「ミッション復古調」はカリフォルニアの過去を理想化した見解から生まれた建築運動である。
スペイン人たちは、周辺のインディアンたちを捕え、各伝道所で強制的にキリスト教改宗させ、各部族単位を無視してひとからげに「ミッション・インディアン（伝道インディアン）」と名付け、奴隷化した。

### ランチョ
スペイン人（そして後にはメキシコ人）は、牛や羊を育てられる牧場への転向が可能な大きな土地特許の入植を奨励した。牛皮（大まかに1枚1ドル）や脂肪（獣脂と呼ばれ、蝋燭や石鹸に使われた）が、19世紀半ばまでのカリフォルニアの主要輸出品だった。牧場の所有者達はスペインの地主階級に自分達を擬えた。その労働者には、スペイン語や馬への乗り方を覚えさせられた「ミッション・インディアン」がおもだった。

## ロシアの植民地化の試み
1800年代初期からロシア帝国の毛皮罠猟師達が西海岸を探検し、ラッコの毛皮を求めて南のサンディエゴまで下ってきた。1812年8月に起こったスペインとメキシコの間の戦争で生まれた混乱に乗じて、ロシア・アメリカ会社はサンフランシスコの北150キロメートルのソノマ海岸にある現在のボドガ湾近くにフォート・ロスという要塞化した交易基地を造った。この土地はイギリスによって領有権主張されていたが占有はされていなかった。この植民地は1841年まで存在した。エル・プレシディオ・デ・ソノマ、あるいは「ソノマ兵舎」は1836年にマリアーノ・グアダルーペ・バレホ（アルタ・カリフォルニア北部辺境の司令官）によって、ロシア人がこの地域に侵略することを止めるためのメキシコの戦略の一部として建設された。

## メキシコ時代（1821年-1846年）

### 概説
19世紀の第2四半世紀に少なからぬ変化が起こった。メキシコが1821年にスペインから独立し、カリフォルニアのヨーロッパ人支配を終わらせた。伝道所はメキシコ支配の下でその重要性を減らし、放牧や交易が増加した。1840年代半ばまでにアメリカ人の存在が増加したことでカリフォルニア北部は、スペイン語を話す人々が支配的な南部と分化した。
1846年までに、カリフォルニアではスペイン語を話す人々の人口が1万人を下回っており、メキシコ領の人口が少ない地域と比べても少なかった。彼等はカリフォルニオと呼ばれ、約800家族が大半は幾つかの大きな牧場に集中していた。約1,300人のアメリカ人と約500人のヨーロッパ人の混合集団がモントレーからサクラメントに分散し、カリフォルニオが放牧を支配したように、彼等は交易を支配した。成人男性の場合2つの集団はほぼ同数であったが、アメリカ人はより近い時代に到着していた。

### 宗教分離
1827年にメキシコ政府が「追放一般法」を成立させた。この法はスペインで生まれた全ての人（ペニンスラール）を「違法移民」と宣言し、国内からの退去を命じるものだった。当時の宣教師の多くはスペイン人だった。次に1833年8月17日、メキシコ議会は「カリフォルニアにおける伝道所の分離のための法律」を成立させた。サンファン・カピストラーノ伝道所は翌年にこの法律の影響を先ず感じることになった。フランシスコ会はその後間もなく伝道所を放棄し、およそ価値ある物を持ち去ったので、その後地元の者が伝道所の建物を建築資材として略奪するのが普通だった。

### その他の国民によるカリフォルニア進出
- ロシア・アメリカ会社は北アメリカで最南の植民地として1812年にフォート・ロスを設立し、それより北の不毛のアラスカにあるロシアの基地に農産物を供給することを目指した。この需要はコロンビア川沿いにあったバンクーバー砦の農産物についてのロシア・アメリカ会社とハドソン湾会社との取引で満たされたので、砦の目的は頓挫したが、1841年までロシアが砦を維持しており、その間、ロシア人やロシア帝国からきた他の国籍の人々が少数住んでいた。
- この期間、アメリカとイギリスの交易業者がビーバーを求めてカリフォルニアに入り始めた。シスキュー・トレイル、古スペイン・トレイルおよび後にはカリフォルニア・トレイルを通ってこれら交易業者の集団が、しばしばメキシコ当局への告知やその承認も無いままにカリフォルニアに到着し、後のゴールドラッシュ時代のフォーティナイナーズや農夫、牧場主が入ってくる基礎となっていった。
- 1840年、アメリカの冒険家で作家、弁護士のリチャード・ヘンリー・デイナは1830年代にカリフォルニア沖を航海した経験から『マストの前の2年間』を書いた[7]。
- カリフォルニアを目指したフランスの科学遠征隊の指導者ユージーン・デュフロット・モフラは1840年に、「カリフォルニアは1隻の軍艦（Man-of-war）と200名の兵士を送る選択をした国ならどこでもその支配下に入ることは明らかだ」と書いた[8]。1841年、バレホ将軍はアラバラド知事に宛てて、「疑いもなくフランスはカリフォルニアの主人になろうと企んでいる」と書いたが、フランス政府に続いた一連の問題のためにこの地域に対するフランスの興味を進展させられなかった。ドイツ系スイス人でフランス贔屓のジョン・サッターはメキシコとの協議がうまく行かない時に、カリフォルニアにフランス国旗を掲げ、フランスの保護の下に自らの入植地ニュー・ヘルベティアを造ると脅した。

### アメリカの関心と移民
1830年代初期から少数のアメリカ人交易業者と罠猟師がカリフォルニアに住んでいたものの、アメリカ人の最初の組織的な陸路移民隊は1841年にビドウェル・バートルソン隊である。ロバに食料を積んだこのパイオニアの1隊はまだ検証されていなかったカリフォルニア・トレイルを使って手探りで大陸を横切った。1841年にはまた、アメリカ合衆国探検遠征の陸路探検隊が太平洋岸北西部からシスキュー・トレイルを下ってきた。1844年、ケレイヴ・グリーンウッドが最初の開拓者を案内し荷馬車でシエラネバダ山脈を越えた。1846年、不運なドナー隊はカリフォルニアに入るときに遭難し、人肉食によって悪名を得た。

## アメリカ合衆国の時代（1846年以降）

### ベアフラッグ反乱とアメリカの征服
1846年5月13日にアメリカ合衆国がメキシコに宣戦布告した後、カリフォルニアまで戦争の話が届くのにおよそ2ヶ月（7月半ば）を要した。モントレーに駐在していた合衆国領事トマス・O・ラーキンは戦争の噂を聞くと、ホセ・カストロが指揮する少数のメキシコ軍守備隊とアメリカ人の間の平和を維持しようとした。アメリカ軍のジョン・C・フレモント大尉は約60名の武装の行き届いた兵士を連れて、1845年12月にカリフォルニアに入っており、メキシコと合衆国との間の戦争が避けられないという話を聞いた時に、ゆっくりとオレゴンに向かって行軍していた。

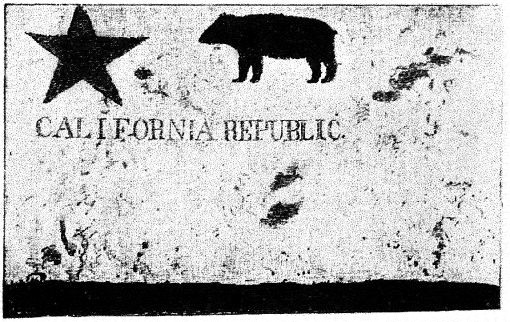
カリフォルニア共和国の「ベアフラッグ」、1890年撮影

1846年6月15日、約30名の非メキシコ人開拓者、その大半はアメリカ人が反乱を起こし、ソノマにあったメキシコの小さな守備基地を占領した。彼等はソノマの空にカリフォルニア共和国の「ベアフラッグ」を掲げた。ベアフラッグ反乱はフレモントに率いられたアメリカ軍が6月23日に抑えるまで1週間続いた。今日のカリフォルニア州の旗はこの最初のベアフラッグに基づいており、「カリフォルニア共和国」という言葉も入ったままである。
アメリカ海軍准将ジョン・ドレーク・スロートは近付く戦争とソノマでの反乱の話を聞いて、7月7日にその海軍力で「ヤーバ・ブエナ」（現在のサンフランシスコ）を占領するよう命じ、アメリカ国旗を掲げさせた。7月15日、スロートはさらに好戦的な指導者であるロバート・ストックトン准将に指揮権を渡した。ストックトンはフレモントの部隊もその指揮下に置いた。7月19日、フレモントの「カリフォルニア大隊」はサクラメント近くに到着した新しい開拓者約160名を得て脹れ上がり、ストックトンの水兵や海兵と協働行動を行うためにモントレーに入った。米墨戦争が始まったという公式の伝言が届いた。アメリカ軍は容易にカリフォルニア北部を制圧した。数日のうちにサンフランシスコ、ソノマ、およびサクラメントのサッター砦を支配した。
カリフォルニア南部ではメキシコのホセ・カストロ将軍とピオ・ピコ知事がロサンゼルスから逃亡した。1846年8月13日にストックトン隊が抵抗無しにロサンゼルスに入った時、ほとんど無血のカリフォルニア征服が完成したように見えた。しかし、ストックトンはロサンゼルスにあまりに少数の部隊（36名）を残したので、ホセ・マリア・フローレスに率いられたカリフォルニオ達が自分達で行動しメキシコからの援助も無かったが、9月遅くにアメリカの小さな守備隊に退去を強制した。ストックトンの命令でウィリアム・マービン海軍大佐に率いられた増援200名は、10月7日から9日のサンペドロ近くで戦われたドミニゲス牧場の戦いで撃退され、14名の海兵が戦死した。一方、カーニー将軍に率いられた100名の竜騎兵隊は、ニューメキシコ、アリゾナおよびソノラ砂漠を苦闘して行軍した後にやっとカリフォルニアに到着したが、その数は減っていた。12月6日、カーニー隊はサンディエゴ近くでサンパスクァルの戦いを行い、この時18名が戦死したが、カリフォルニアで行われた戦闘としてはアメリカ側の最大の損失となった。
ストックトンはその複合部隊で包囲されていたカーニー隊を救出し、サンディエゴから北に動いて1847年1月8日にロサンゼルス地区に入り、フレモント隊と合流してアメリカ軍は総勢660名となり、リオ・サンガブリエルの戦いでカリフォルニオと戦い、翌1月9日、ラ・メサの戦いを行った。3日後の1月12日、カリフォルニオの最後の意味ある集団がアメリカ軍に降伏した。これがカリフォルニアでの戦争の終結となった。1月13日、カフエンガ条約が締結された。
1月28日、陸軍のウィリアム・シャーマン中尉とその部隊がモントレーに到着し、カリフォルニアにアメリカ軍が次々と流れ込む初めとなった。3月15日には、ジョナサン・D・スティーブンソン率いる第7ニューヨーク志願兵連隊が約900名でカリフォルニアに到着した。これらの部隊の全ては1848年1月に金が発見された時、カリフォルニアに残っていた。
1848年2月2日に調印されたグアダルーペ・イダルゴ条約で米墨戦争は終わった。この条約で、アメリカ合衆国はメキシコに1,825万ドルを払うことに同意し、メキシコはカリフォルニア（および他の北方領土）を正式にアメリカ合衆国に割譲し、アメリカとメキシコの間の国境が初めて引かれた。それ以前の国境は1819年のアダムズ＝オニス条約でスペインとアメリカの間で交渉されたものであり、現在のカリフォルニア州とオレゴン州の州境を定めていた。サンディエゴ湾はサンフランシスコより南のカリフォルニアでは数少ない自然港のひとつであり、この戦略的水域の全てに所有権主張が行われ、国境はそれをカリフォルニアに含むように斜めに引かれた。

### ゴールドラッシュ
1848年1月、サクラメントの約40マイル (64 km)東、シエラネバダ山脈の麓にあるサッターズミルで金が発見された。これがカリフォルニア・ゴールドラッシュの始まりとなり、カリフォルニアの人口急増への大きな誘因となった。
坑夫や商人達が現在の州道49号線沿いの町に入り、金がカリフォルニアのどこでも（特にシスキュー郡）発見されたので、シスキュー・トレイル沿いに開拓地が次々に出来た。一番近い水深のある海港はサンフランシスコ湾であり、サンフランシスコは金探鉱の資金を手当てする銀行家の拠点になった。
ゴールドラッシュは世界をカリフォルニアに注目させた。1855年までに、あらゆる大陸からおよそ30万人の「フォーティナイナーズ」が到着した。インディアン部族のヤヒ族は彼らによって蹂躙され、絶滅させられた。フォーティナイナーの多くは間もなく出て行った。その中には裕福な者もいたが、大半はそれほど裕福ではなかった。金発見からの10年間で先住民の人口は急激に減少した。

### 州昇格（1849年-1850年）
1847年から1849年は、カリフォルニアはアメリカ陸軍によって運営された。地方政府は多くの場所でアルカルデス（市長）によって運営され続けたが、その幾人かはいまやアメリカ人になっていた。最後の軍政府長官ベネット・ライリーは1849年9月にモントレーで憲法制定会議を招集した。その48人の代議員は大半が1846年以前のアメリカ人開拓者であり、8人はカリフォルニオだった。彼等は全会一致で奴隷制を違法とし、州政府を作り上げ、これが10ヶ月間運営された後の1850年9月9日に連邦議会により公式に州昇格が認められた。これは1850年妥協の一部でもあった。州都はそれまでのモントレーからサンノゼ(1850-51)、ヴァレーホ(1852-53)、ベニーシャ(1853-54)を経て、最終的に1854年、サクラメントが州都に選ばれた。

### 南北戦争
南北戦争ではカリフォルニアが主戦場と遠く離れていたために、小さな役割しか演じられなかった。開拓者の中には南軍に同調する者もいたが、彼等は組織を作ることを許されず、その新聞も休刊にされた。元合衆国上院議員で南軍の同調者ウィリアム・M・グウィンが逮捕され、その後にヨーロッパに逃亡した。カリフォルニア政界をその鉱山、輸送および財力で支配した強力な資本家が、新しい共和党を通じて州内を支配した。兵卒として志願した者のほぼ全員が西部に留まり、その設備を守った。南軍はニューメキシコ準州南部にアメリカ連合国アリゾナ準州を設立し、さらにニューメキシコ準州北部やコロラド準州を手に入れて金鉱と港湾のあるカリフォルニアを目指そうというニューメキシコ作戦を立案した。しかしカリフォルニア部隊約2,350名が1862年にアリゾナを越えて東部に行軍し、アリゾナとニューメキシコから南軍を追い出した。カリフォルニア部隊は敵対的インディアンと戦うことにその多くのエネルギーを費やした。

### 活発な労働運動
カリフォルニア州選出の合衆国上院議員デイビッド・C・ブロデリックは上院での初めての演説で、「合衆国のどこにも、地球の上の何処にもカリフォルニアにおけるほど労働者が誉められ報いを受ける所は無い」と述べた。カリフォルニア州への初期移民は多くの職業で技術を持っており、ある者は労働者が組織化された地域から来ていた。
カリフォルニアの労働者運動は、何十年もの間カリフォルニアで唯一の大都市であり、かってロッキー山脈の西では労働組合主義の中心だったサンフランシスコで始まった。ロサンゼルスは半世紀にわたって労働組合への加入が任意という地盤を維持し、その後北からの組合と協業してカリフォルニアを「組合の州」にした。サンフランシスコが比較的孤立した位置にあったので、熟練労働者達は東部の同様な者達が出来なかった要求を突きつけることができた。印刷工が1850年に先ず組織化を始め、駅馬車の御者、荷馬車の御者、はしけの船頭、索具装着者および港湾作業員が1851年に、パン職人とれんが積み職人が1852年に、コーキング職人、大工、左官、れんが製造者、鍛冶屋および造船工が1853年に、さらに1856年には音楽家が組織化された。これら全ての動きは安定するまで多様な起ち上げ方をしたが、より良い給与や労働条件を勝ち取り、州の労働法を制定させる長い動きを始めた。1850年から1870年の間、賃金の支払い条件、機械工の先取特権および1日8時間労働の法制化が進んだ。
19世紀後半、サンフランシスコの労働者はアメリカのどの都市よりも1日8時間労働を享受できていたと言われた。1864年の型職人とボイラー製造者のストライキは、新しく形成された鉄工業雇用者協会が、ストライキ参加者の要求を認めた雇用者に1日千ドルの科料を取ると脅し、全国のストライキ破りに電報を打ったことに反対するために呼びかけられた。サンフランシスコで最初の中央労働者組織であるサンフランシスコ労働組合はパナマにおける船一杯のストライキ破りと会うために代表を派遣し、彼等を教育した。彼等は組合員としてサンフランシスコに到着した。
1865年に南北戦争が終わると、カリフォルニア州は急速に成長を続けた。個人の坑夫達はほとんど大規模な会社による鉱業に置き換えられた。鉄道の建設が始まり、鉄道会社も鉱山会社も多くの労働者を雇用し始めた。決定的な出来事は1869年の大陸横断鉄道開通だった。シカゴからサンフランシスコまで鉄道なら6日間で旅行でき、船の6ヶ月とは比べものにならなかった。カリフォルニア労働者の比較的保護された時代は鉄道の開通と共に終わった。その後の数十年間、労働者は中国人を抑圧し、政治家は反中国人の法制化を進めた。
奴隷の輸入、いわゆる「契約」労働者については坑夫や都市労働者の闘争の結果、1852年の法律で違法とされた。
州全体では最初の連合労働者組織は州機械工協議会であり、1867年にできた雇用者の「10時間同盟」に対抗して1日8時間労働を推し進めた。この協議会はアメリカでも最初の全国的労働組合組織である全国労働組合と提携した。1872年までにサンフランシスコの工場労働者は半数が中国人となり、白人労働者よりも遙かに低い賃金で働かされた。サンフランシスコの著名労働指導者のデニス・カーニーのスローガンは「中国人よ、出て行け」だった。カーニーは1877年に登場し1群の自警団を率いて市中を彷徨し、中国人を殴り、その仕事を破壊した。
西海岸の海員は2回ほど組合を結成しようとしたがその度に失敗した。1875年、海員保護協会が設立され、賃金や船上での労働条件の闘争を始めた。この動きにサンフランシスコ・ポストの編集者ヘンリー・ジョージが加わった。残酷な船長に対抗する法制化の闘争と船員の3分の2はアメリカ人であるべきという要求が提案され、この動きは30年間、アンドリュー・フルセス、1908年以後は太平洋海員組合、さらにアメリカ国際海員組合によって遂行された。海岸海員ジャーナルが1887年に創刊され、長い間カリフォルニアにおける最も重要な労働者用雑誌になった。
現在、海員の組織は太平洋海事連合に引き継がれている。

### 労働政策とアジア移民排斥の動き
何千もの中国人が労働者として働くためにカリフォルニアに到着し、実業家に低賃金労働者として雇われた。長い間に、金山や都市で起こった紛争が白人と中国人労働者の間に偏見を生んだ。鉄道が完成した後の10年間におよぶ不況で白人労働者は中国人労働者を非難し始めた。多くの中国人が鉱山から追い出された。セントラル・パシフィック鉄道が開通した後で中国に戻った者もいた。残った者達の多くはサンフランシスコやその他幾つかの都市のチャイナタウンに移転し、他で味わった暴力的攻撃から比較的安全になった。
1850年から1900年までに、反中国で移民排斥の感情は数えきれないほどの法律を生むことになり、その多くは20世紀半ばになっても残った。最も目に余る逸話はおそらく1879年の新しい州憲法起稿と批准だった。デニス・カーニー（アイルランド移民）が率いる反中国人労働者党による活発なロビー活動のお陰で、州憲法第19条第4節で会社が中国人クーリーを雇うことを禁止し、カリフォルニアの全市と全郡には完全に中国人を追放するか住むことのできる場所を制限する権限を与えた。この条項は1952年に撤廃された。
1879年の州憲法制定会議では、連邦議会にむけて強い移民規制を嘆願するメッセージを発することも行い、これが1882年に中国人排斥法の成立に繋がった。この法は1889年に合衆国最高裁判所によっても支持され、1943年まで議会によって撤廃されることは無かった。同様な感情が1907年の日本との紳士協定（日米紳士協約）に発展し、日本は自発的に合衆国に向けた移民を規制することに合意した。カリフォルニア州は1913年に外国人土地法も成立させ、外国人、特にアジア人は土地の所有権を得ることを禁じた。1960年代までアジア生まれの者は合衆国市民権を取ることが難しかったので、土地の所有権はアメリカ市民となれるアメリカで生まれた子供達に渡された。この法律は1952年にカリフォルニア州最高裁判所によって違憲とされ撤廃された。
1886年、中国人の洗濯場所有者が中国人を洗濯業から締め出すサンフランシスコの条例の合憲性について異議申し立てを行い、合衆国最高裁判所はその中国人の肩を持つ裁定を下し、現代の平等保護という憲法に理論的根拠を与えた。一方、アジア移民に対する厳しい制限は在ったが、未熟練労働者と富裕な土地所有者の間の緊張関係は世界恐慌の頃まで続いた。小説家ジャック・ロンドンはオークランド市の労働者の闘争を題材に、その幻想的古典『月の渓谷』を書いた。この表題は海と山、レッドウッドとオーク、霧と日光の間のソノマ郡の原始的状態を想起させるものである。

### 鉄道の興隆
アメリカ大陸横断鉄道の完成はカリフォルニアを恒久的に国の他の地域と繋ぎ、それに続く世紀の遠距離輸送の仕組みは、カリフォルニア州が社会的、政治的および経済的発展において無敵となることに計り知れない貢献を果たした。

## 20世紀

### 組織労働者
カリフォルニアにおける組織化労働者の歴史は州の初期大半はサンフランシスコが中心だった。20世紀の最初の10年間にまでに、労働運動はロサンゼルス、ロングビーチ、およびセントラルバレーに拡がった。1901年、サンフランシスコを本拠とする都市戦線連合はこの国でも最も強い労働組合連合という評判だった。これは世紀の変わり目に起こった好況の間に全産業で推進された強力な組織化で成長した。雇用主は1900年の建設業ストライキおよび1901年の都市戦線連合のストライキの間に組織化を進め、建設業協議会の設立に繋がった。任意加入の問題が危機に瀕していた。市長がストライキ破りを保護するために市警を使ったことに労働者達が怒ったために、都市戦線連合のストライキの中から組合労働者党が生まれた。1902年に党公認でユージーン・シュミッツが市長に選ばれ、サンフランシスコは暫くの間、全米で唯一労働者に運営される都市となった。改革者の堕落と不謹慎が組み合わされ1907年の汚職告発に繋がった。
1910年、ロサンゼルスはまだ任意加入の状態であり、北部の雇用者はサンフランシスコも新たに任意加入とするよう脅しを掛けた。これに反応した労働者は1910年6月に代表を南部に送った。ロックアウトで仕事が無くなった金属業労働者1,200人に全国的まとめ役が派遣された。その後にロサンゼルスの労働者組織化を何年間も挫折させる出来事が起こった。1910年10月10日、「ロサンゼルス・タイムズ」印刷所で爆弾が破裂し、21人の労働者を殺した。
その後の10年間、組合の無い業種、伐採業、小麦農業、製材業で「世界産業労働組合」(IWW)が急速に成長し、鉱業、港湾および農業にその動きを拡げた。保安官の集団が抗議集会を破り、4人が殺されたホィートランド・ホップ暴動の後でIWWは大衆の注目を浴びた。これが畑仕事をする労働者を守る最初の法制化に繋がった。IWWは反組合運動や、新しい州法で無政府主義を犯罪とする中で組合員が告発されることで障害を受けた。IWWは1923年のサンペドロにおける海員ストライキにも関わり、アプトン・シンクレアが独立宣言を朗唱したことで逮捕された。IWWの中でも最も著名になった男トマス・ムーニーは間もなく労働者の関心を集める対象となりアメリカでも最も重要な政治犯となった。
ムーニー事件では10人が殺され、労働を数十年間にわたって傷つけた。1920年代、任意加入の動きがアメリカン・プランと呼ばれる共同戦略を通じて成功した。ある場合には、サンフランシスコの産業協会が100万ドルの資金を作って、1921年の建設業ストライキを破り、建設業組合の崩壊に導いた。この雇用者側の協会は1年に2回賃金をカットし、また金属産業協議会が敗れて、1907年以来有効だった協定を失った。海員組合も1921年に敗北を味わった。
労働運動は、1933年の全国産業復興法の成立と、オーストラリアの若い労働者ハリー・ブリッジズが労働者の指導者として現れたことで、1930年代に高まりを示した。国際港湾荷役労働者組合の支部が1933年にできた後の数週間で、港湾労働者の90％以上が加入した。ドック作業者は1934年3月7日にストライキを決議した。5月15日、海員組合は投票でストライキへの参加を決め、船舶事務員と免許士官の組織が続いた。7月5日、サンフランシスコの「大ストライキ」は、「血の木曜日」と呼ばれる事件で2人の労働者が殺され、数百人が棍棒で殴られ催涙ガスを浴びるということが起こり、カリフォルニアの労働組合の大半が西海岸港湾ストライキに参加することになった。太平洋海事連合は1935年に組織化された。
1930年代のサンフランシスコには12万人の組合員がいた。港湾荷役労働者はその組合が作った白い帽子に組合のボタンを付け、トラック運転手は組合員としてトラックを運転し、漁師、タクシー運転手、市街電車の車掌、電車運転士、新聞配達人、小売店の店員、ホテルの従業員、新聞記者が全て代表を持った。1933年から1934年は3万人だったロサンゼルスの労働組合員が、1938年の厳しい反ピケ条例にも拘わらず30年代遅くには20万人に成長した。しかし、ロサンゼルスは飛行機、自動車、ゴム、石油の大量生産産業とサンペドロの工場で組織化されていた。後に組合化の動きは音楽家、トラック運転手、建設業、映画、俳優、作家および監督にも拡がった。
農場労働者は組織化されず、労働は過酷で報酬は少なかった。1930年代、20万人の農場労働者が季節調整で州内を動いた。組合は土地所有者に対して「内陸行進」を非難し、この時農場労働者を組織化する初期の動きがあった。渓谷の町の多くが組織化の妨害のために反ピケ条例を後押しした。1933年から1934年に掛けて、農業ストライキの波が中央渓谷を襲い、インペリアル・バレーのレタス・ストライキやサンホアキン・バレーのコットン・ストライキが起こった。1936年、サリナスのレタス・ストライキでは、自警団の暴力が国中に衝撃を与えた。また1938年春、約300人の男女、子供が自警団によってグラスバレーやネバダシティの家から追い出された。
1938年のピケに対する住民投票提案「提案1号」は、州農民共済組合の解説者にファシスト（極右）と見なされ、大きな政治闘争となった。提案1号は投票で敗れた。間もなくカリフォルニアの組合が非白人組合員を認めるようになるにつれて、人種差別主義は弱まった。
第二次世界大戦の開始までに、カリフォルニアは高齢者支援法、雇用保険法、女性に対する週最大48時間労働、徒弟奉公法および職場安全規則を持つに至った。

### 土木工学の成果

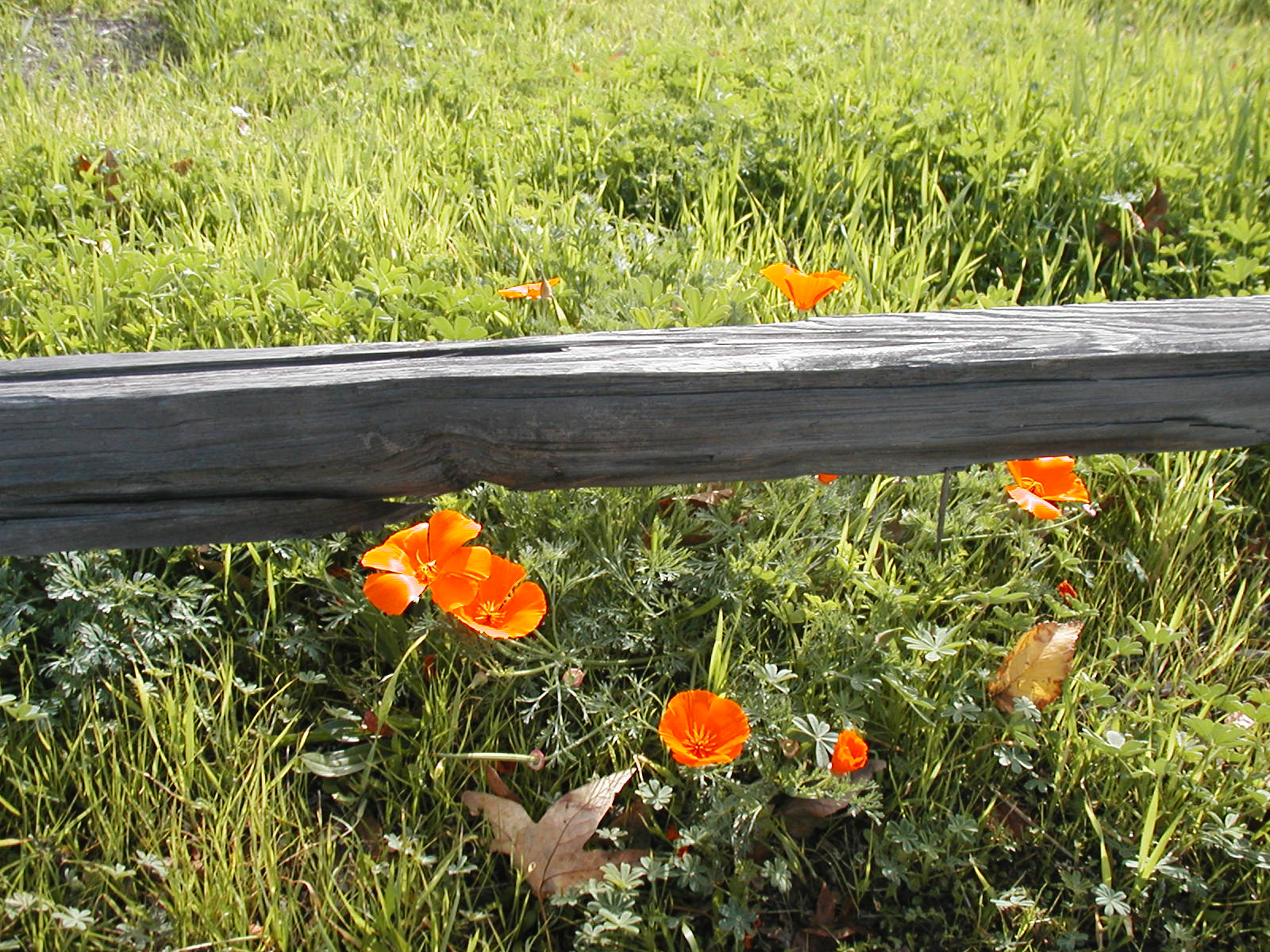
カリフォルニアポピー園

20世紀への変わり目から、カリフォルニアの歴史で工学分野の幾つかの功績が出てきた。多くの中でも最初の主要なものは鉱業、建設および鉄道だった。その後かなり経って、ロサンゼルス上水路はオーエンズヴァレーから取り、モハーヴェ砂漠とアンテロープ・バレーを通って、はるか南の乾燥したロサンゼルスまで水を運んだ。1911年に完成したが、独学のウィリアム・マルホランドの頭脳の所産であり、今日でも使われている。東部シエラネバダ山脈から流れ出るクリークの水がこの水路に集められた。これは1960年代に議論を呼んだ。というのもこの水路がモノ湖から水を引いており、この湖が特に別世界のような美しい生態系を持っていたからである。またオーウェンズ・バレーの農夫からも苦情があった（カリフォルニア水戦争）。
もう1つの功績はフーバーダム（ネバダ州にあるが、電力と水は南カリフォルニアに供給される）、ヘッチ・ハッチー貯水池、シャスタダムおよびカリフォルニア水路であり、北カリフォルニアから乾燥し広範囲に拡がった南カリフォルニアに水をもたらした。別の計画はトゥーレア湖からの取水だった。この湖はアメリカの中で高水位の時は最大の淡水湖だった。このことで乾燥したサンホアキン・バレーの中に大規模な湿地を作り出し、海岸にも豊富な沼地を作った。1970年代までに湖の水は完全に抜かれたが、多雨期には自分で復活しようとしている。
1910年以降、自動車での移動が重要になった。重要な道路はリンカーン・ハイウェイであり、アメリカでは初めての自動車用大陸横断道路となり、ニューヨーク市とサンフランシスコを繋いだ。1913年に完成したリンカーン・ハイウェイは州内の産業と観光の両方の発展に大きな刺激となった。同様に1926年のアメリカ国道66号線の完成が効果を上げた。

### 石油、映画および軍事
1920年代、北部のロサンゼルス郡ニューホール近くで最初の石油が発見された。間もなくロサンゼルス盆地やカリフォルニアの他の地域でさらに多くの石油が発見された。これが間もなく州南部では最も利益を生む産業になった。
20世紀の最初の10年間は、映画撮影所も興隆した。MGM、ユニバーサルおよびワーナー・ブラザースが全て、ロサンゼルス郊外の「ハリウッドランド」と呼ばれた小さな区画だったハリウッドで土地を獲得した。
間もなく、国中特に中西部からのアメリカ人は、カリフォルニアの温暖な地中海式気候、安い土地およびトラックで行けば直ぐに多様な地形を見られるこの地域に惹き付けられた。この時代の多くの西部劇は、シエラネバダ山脈の東、そこには全米で一番高い山であるホイットニー山が聳え、そのオーウェンズ・バレーで撮影された。砂漠のシーンはモハーヴェ砂漠や、西半球で最も低い地点でありかつ最も暑いるデスバレーで撮影された。海賊映画はカーメルで撮影された。冬のシーンはサンベルナルディーノ山で撮影された。地中海や合衆国東部が舞台の映画は、ロケ地で撮られるか、スタディオ地域の戸外セットで撮られ、雨や雪の降らし装置が必要だった。
1930年代までにショービジネスがラジオの普及と共にその人口を増やし、20世紀半ばまでには、南カリフォルニアは大きなテレビ番組制作所が集まり、NBCやCBSのような主要ネットワークのためのスタディオが備えられた。1934年の州知事選挙で、小説家のアプトン・シンクレアは世界恐慌に対する急進的反応を示した社会主義者のEPIC運動（カリフォルニアの貧乏追放運動）のプログラムに載って出馬したが、民主党候補に僅差で敗れた。
1941年12月に始まった第二次世界大戦の間、日本海軍の潜水艦の攻撃を受け、州全体に灯火管制が行われたものの、カリフォルニアの温暖な気候が戦争遂行に大きな資源となった。多くの航空訓練基地が南カリフォルニアに作られ、そこにはダグラス・エアクラフトやヒューズ・エアクラフトのような飛行機製造会社が工場を拡張したり新設した。
アメリカ海軍の主要造船所はサンディエゴ、ロングビーチおよびサンフランシスコ湾で拡張されまた新設された。サンフランシスコはリバティ船の基地でもあった。また第二次世界大戦開始後日系人の強制収容が行われ、多くの日系アメリカ人が強制収容所に送られた。

### ベビーブーマーと自由な精神
戦後、数多くの土地開発者が土地を安く買い、それを分割して家を建て、金持ちになった。不動産の開発は南カリフォルニアの主要産業としての地位で石油や農業に取って代わった。1955年、アナハイムでディズニーランドがオープンした。1958年、大リーグのロサンゼルス・ドジャースとサンフランシスコ・ジャイアンツがそれまでの本拠地ニューヨーク市を離れて移ってきた。カリフォルニア州の人口は劇的に拡大し1970年までに2,000万人近くになった。これはベビーブーム世代の成人だった
1960年代遅く、ベビーブーム世代が徴兵年齢に達しその多くがベトナム戦争に反対した。多くのデモやストライキが起こり、最も有名なものはサンフランシスコからは湾の向かいにあって、権威有るカリフォルニア大学バークレー校だった。1965年ロサンゼルスの南中部にあるワッツで人種暴動が起こった。ロサンゼルスのサンセット通りでのヒッピー暴動はバッファロー・スプリングフィールドの『For What It's Worth』（何のための価値なのか、1966年）で不朽のものにもなった。連邦政府はベトナム戦争からの撤退を約束したが、結局1974年まで続いた。急進的な政治運動はその目的の多くを達成したが、支持者や構成員、資金も失った。
カリフォルニアは自由な精神、開けっぴろげな心、何とかなるという生活の地だった。当時のポピュラー・ミュージックのタイトルは『カリフォルニア・ガールズ』、『カリフォルニア・ドリーミング』、『サンフランシスコ』、『サンホセへの道を知ってるかい？』(Do You Know the Way to San Jose?)および『ホテル・カリフォルニア』のようなものだった。これらはカリフォルニアでの天国的な気候で生活の容易さが約束されていることを反映していた。サーフィン文化が成長した。多くの者が低賃金の仕事を選び海岸でトレーラーに住むサーファーに加わり、また別の多くは大望を棄てて都市のヒッピーの自由な生活に加わった。
最も有名なヒッピーの溜まり場はサンフランシスコのハイト・アッシュベリー地区だった。州内の都市、特にサンフランシスコはその上品さと寛容さで有名になった。独特で長閑なカリフォルニアの文化は短期間に作られた。この文化のピークは1967年であり、「愛の夏」と呼ばれた。合衆国の他の場所からは、しばしば軽蔑的に、また羨みも持って「果実の土地」と呼ばれるようになったが、カリフォルニア人自身はこれを楽しい生活と分かっていた。

### 経済力
逆にこの同じ時期に、ゴールデンステート（カリフォルニア州の渾名）は天文学的数字で商業と産業の膨張もあった。1960年の高学歴マスタープランの採用で、コミュニティ・カレッジやカリフォルニア大学とカリフォルニア州立大学で高効率の公的教育制度を発展させた。教育を受けた人材を生み出すことで、特にハイテクに関わる地域での投資を呼んだ。1980年までに、カリフォルニアは世界でも8番目に大きな経済という認識があった。経済の膨張に対応するために何百万という労働力が必要だった。当時の高い人口成長率によりアーバン・スプロール（都市の不規則な拡がり、ドーナッツ化現象）、交通、公害、また程度は低いものの犯罪という途方もない問題を引き起こした。
アーバン・スプロールは多くの都会で反動を生み、地方政府はある領域では成長を制限し、家を建てるための宅地面積を減らすなどした。未開発の土地を取得し、維持保存するために州内の幾つかの場所にオープンスペース地区が設けられた。例えば、サンフランシスコ湾地区では、オープンスペース地区が湾の都心を取り囲む海岸地域や丘を通して、恒久的に未開発の土地がほぼ切れ目無く続いており、大きな自然公園を作ることを可能にし、ハイキング道路を想定して、最終的には一続きの環で湾を取り巻くことになる。
大気汚染（スモッグ）という大きな問題は1970年代初期に大きくなり、また反動も生んだ。オゾンの数値が不健康にまで高まると「スモッグ・デイ」とされて都心の学校は周期的に閉鎖され、都会を取り巻く丘は1マイル (1.6 km)以内ですら滅多に見えなかった。カリフォルニアは変化に対応できた。その後の30年間にわたり、合衆国でも最も厳しいスモッグ取締規定を作り、自動車を含み様々な産業に汚染の無い戦略を奨励する指導的存在となった。例えばカープール・レーンは通常2名または3名以上を乗せている自動車のみが通行できた（2名あるいは3名という数字は道路による）。ただし、電気自動車は乗員1人でも走れた。その結果、ピーク時に比べればスモッグはかなり減ったが、地方の大気質管理地区は今でも大気の状態をモニターしており、暑くてスモッグが最悪になると予測される日には汚染を生む行動を避けるよう奨励している。
交通と輸送は都会の問題として残っている。解決策は示されたが、その計画、承認および施設を作るための費用や時間は人口増加の速度に間に合っていない。幾らかの改良は行われた。カープール・レーンは都会で当たり前になり、一人で車を運転するよりも相乗りを奨励することが意図された。サンノゼは徐々にライトレールを敷設しつつある（皮肉なことに、元々の世紀の変わり目頃にできた電車の線路は、自動車時代の到来を奨励するために剥がされ舗装されていた。その道がライトレールに今使われている）。解決策のどれも批判を受けないものは無かった。サンフランシスコ湾地域やロサンゼルス盆地での郊外への拡がりに対応して、それなりの人口に対応できる大量輸送機関を建設するのが難しかった。
1970年代、東南アジアでの戦争が終わり、その地域の国、特にベトナムから新たにやってくる者の波が訪れ、その多くはカリフォルニアに入った。大半は一生懸命働き厳しい環境で生活した。ウェストミンスターやオレンジ郡のガーデングラブにはリトル・サイゴンが造られた。

### カリフォルニアの法制革命
1960年代、ロジャー・J・トレイナー首席判事の指導で、カリフォルニアはリベラルで進歩的となり、犯罪率が急増しても被告の権利を強調した。トレイナーの首席判事としての任期（1964年-1970年）は、多くの「最初」で特徴付けられた。カリフォルニアは製造物責任で真の厳格責任を造り出した最初の州であり、原告に身体的損傷が無い場合でも精神的苦痛の過失傷害の行動を認めた最初の州であり、また身体的損傷だけが身内に対するものである場合に精神的苦痛の過失傷害を第三者が訴えることを認めた最初の州である。
1960年代からカリフォルニアは家族法でも指導的存在になった。1969年の家族法の成立で、真の無過失離婚を認める最初の州になった。1994年、議会は家族法を民法典から取り出し、新たに家族法典を作った。2002年、議会は登録された同棲者に州法上の配偶者と同じ権利を認めた。2008年、カリフォルニアは、カリフォルニア最高裁判所が同性婚の禁止は違憲であると裁定した時、これを合法としたことでは2番目の州になった。
1980年代半ば以来、カリフォルニア最高裁判所は、特に刑事事件の被告の権利に関してより保守的になった。これは一般に1980年代初期首席判事ローズ・バードが反死刑の立場を厳密に取った反動と見られている。バードは州内の暴力犯罪が急増して犯罪率が記録的高さになってもこの立場を守った。州内の激怒した選挙民が反応して1986年11月にバード（および反死刑の同調者2人）を司法職から解任した。

### ハイテクの拡がり
1950年代から北部カリフォルニアのハイテク企業が目を瞠る成長を遂げ、20世紀の終わりまで続いた。主要な製品としては、パーソナルコンピュータ、ビデオゲーム、およびネットワーク・システムがあった。これら企業の大部分はパロアルトからサンノゼに伸びる幹線道路沿いに立地し、サンタクララ・バレーのサンタクララやサニーベイルなどに集まっていたため、それらの地域は当時大規模集積回路 (IC)を作るために使われた材料の名前に因んで、いわゆる「シリコンバレー」と名付けられた。こうした産業の成長はいわゆる「2000年問題」を抱えた2000年にピークを迎え、同年までに熟練した工学専門家に対する需要が著しく高くなったので、ハイテク企業はその求める役職を埋めるのが困難になり、それゆえに海外の人材を採用するためにビザの割り当てを増やすよう要求した。しかし2001年に入ると、ドットコム・バブルの崩壊が起こり、多くの人々が一夜にして仕事を失うこととなった。これに続く2年間は、初めて地域に入ってくる者よりも出て行く者の方が多いという現象が見られた。このことは、20年ほど前の南カリフォルニアにおける宇宙産業の崩壊に幾分似ていた。
2004年までに、切望されるハイテクの仕事の多くは、労務費がアメリカの10％であるインドに外注されたり、インドや中国の何十億人の中から新参の者を雇って内作するかのどちらかになったように見える。特に北アメリカ自由貿易協定(NAFTA)採用後は、新しい法律でビザの制約を無くした。1960年以降第三世界から数千万人の人々が合衆国に入り、最初は主にカリフォルニアや南西部に入ったが、今や大陸全体に拡がっている。1960年（出生率が置換率と均しくなった時）の合衆国の人口は1億8千万人だったが、2000年時点では2億8千万人になっている。

### 成功の犠牲？
大気汚染問題は減ったものの、環境汚染に伴う健康問題は続いている。しかし「スモッグ」と呼ばれる褐色の靄は実際に減ったが、喘息が問題として残っている。排水溝から押し出される汚染で海岸に住む生物を殺したことで多くの環境保護団体が立ち上がった。海岸線のクリーク河口の環礁は都市建設計画で消滅し、海岸開発の規制に繋がった。
電力供給が時として問題になった。例えば、2000年春と夏、南カリフォルニア・エディソンやパシフィック・ガス・アンド・電気会社のような電力供給会社が計画停電を行い過剰供給による需要を抑制した（カリフォルニア電力危機）。1990年代、ネアブラムシの病気がカリフォルニアのブドウ園を襲い、ワイン用ブドウを殺し、数十億ドルの損害を与えた。
また、数十年来の熟練労働者に対する需要は続いている。都市の住宅価格は上がり続け、反対に同じ期間の経済成長速度は落ちていった。1960年代の平均的家屋価格は25,000ドルだったものが、2005年までに都市部では50万ドル以上になった。都市部では多くの給与を稼げるので、より田舎で家を購入して通勤時間を長くかける人が多くなった。この様相は2007年に住宅価格が下がり始めて変わってきた。

## 21世紀
2002年の知事選挙で、民主党の現職グレイ・デイビスが共和党の挑戦者ビル・サイモンを破った。
2003年10月7日、投票者の55.4％が支持してデイビスのリコールが成立した。さらに48.6％の多数支持で共和党のアーノルド・シュワルツェネッガーが知事に選ばれた。副知事クルス・バスタマンテは投票総数の31.5％であり、共和党上院議員のトム・マクリントックは13.5％に過ぎなかった。
シュワルツェネッガーは共和党出身の知事として保守的な政策を実行した。当初は州予算に関して民主党が多数党である下院や上院で言い争うことになった。この闘争はその悪名高い「少女っぽい男達」というコメントを生んだだけでなく、その支持率にも損失を与えるようになった。シュワルツェネッガーは、2005年の特別選挙で幾つかの住民投票案件を成立させる運動を始め、カリフォルニア州予算制度、選挙区再配分権限、および労働組合の政治資金造りの改革を目指した。カリフォルニア看護師協会が先頭にたった組合主導の運動で特別選挙での全ての命題を廃案にすることに大いに貢献した。シュワルツェネッガーはこの敗北以降、中道色を強め、ブッシュ政権と距離を置き、環境政策などで中道的な政策を実行し伝統的に民主党が強い議会とは教育費の問題で妥協した。結果、支持率は復活し2006年に再選された。
2007年〜2008年、サブプライム住宅ローン危機、世界金融危機と立て続けに起きた経済恐慌によりカリフォルニア州の財政は危機的な状況にある。シュワルツネッガーは、財政再建のため米国内で論争が続いているマリファナ合法化に関して「検討すべき」と前向きな姿勢を見せていたが、2010年の中間選挙と同時期に実施された住民投票では反対多数で否決された。
2017年10月8日、州北部で山火事が発生し、ワインの産地として有名なソノマ郡・ナパ郡を中心に多くの建築物が焼失、多数の死傷者が出た。ワイナリーやブドウ畑も多くが被災したほか、『ピーナッツ』の原作者であるチャールズ・M・シュルツの生家も焼失している。
2018年11月8日には、ビュート郡で州史上最悪の山火事が発生した。
2020年、新型コロナウイルスの感染拡大はカリフォルニア州にも及び、州内のコロナウイルスによる急性呼吸器疾患の患者数が増加した。3月19日、ギャビン・ニューサム知事は、ウイルスの封じ込め対策として3900万人の全住民に自宅待機を命じると発表した。住民らは、食料や生活物資の確保に動き、街中のスーパーマーケットの棚からは商品が無くなる状況も見られた。

### 研究
- Hubert Howe Bancroft. The Works of Hubert Howe Bancroft, vol 18-24, History of California to 1890; complete text online; written in the 1880s, this is the most detailed history,
- Robert W. Cherny, Richard Griswold del Castillo, and Gretchen Lemke-Santangelo. Competing Visions: A History of California (2005), new textbook
- Gutierrez, Ramon A. and Richard J. Orsi (ed.) Contested Eden: California before the Gold Rush (1998), essays by scholars
- Carolyn Merchant, ed. Green Versus Gold: Sources In California's Environmental History (1998) readings in primary and secondary sources
- Rawls, James and Walton Bean (2003). California:  An Interpretive History. McGraw-Hill, New York, NY. ISBN 0-07-052411-4 8th edition of standard textbook
- Rice, Richard B., William A. Bullough, and Richard J. Orsi. Elusive Eden: A New History of California 3rd ed (2001), standard textbook
- Rolle, Andrew F. . California: A History 6th ed. (2003), standard textbook
- Starr, Kevin California: A History (2005), interpretive history
- Sucheng, Chan, and Spencer C. Olin, eds. Major Problems in California History (1996), primary and secondary documents

### 1846年まで
- Beebe (ed.), Rose Marie; Senkewicz, Robert M. (ed.) (2001). Lands of promise and despair; chronicles of early California, 1535-1846. Santa Clara, Calif.: Santa Clara University, primary sources
- Camphouse, M. (1974). Guidebook to the Missions of California. Anderson, Ritchie & Simon, Los Angeles, CA. ISBN 0-378-03792-7
- Chartkoff, Joseph L.; Chartkoff, Kerry Kona (1984). The archaeology of California. Stanford: Stanford University Press
- Charles E. Chapman; A History of California: The Spanish Period Macmillan, 1991
- Dillon, Richard (1975). Siskiyou Trail. New York: McGraw Hill
- Fagan, Brian (2003). Before California: An archaeologist looks at our earliest inhabitants. Lanham, MD: Rowman & Littlefield Publishers
- Heizer, Robert F. (1974). The destruction of California Indians. Lincoln: University of Nebraska Press
- Albert L. Hurtado, John Sutter: A Life on the North American Frontier (2006) University of Oklahoma Press, 416 pp. ISBN 0-8061-3772-X.
- Johnson, P., ed. (1964). The California Missions. Lane Book Company, Menlo Park, CA
- McLean, James (2000). California Sabers. Indiana University Press
- Kent Lightfoot. Indians, Missionaries, and Merchants: The Legacy of Colonial Encounters on the California Frontiers (2004)
- Moorhead, Max L. (1991). The Presidio: Bastion Of The Spanish Borderlands. University of Oklahoma Press, Norman, OK. ISBN 0-8061-2317-6
- Moratto, Michael J.; Fredrickson, David A. (1984). California archaeology. Orlando: Academic Press
- Utley, Robert M. (1997). A life wild and perilous; mountain men and the paths to the Pacific. New York: Henry Holt and Co.
- Wright, R. (1950). California's Missions. Hubert A. and Martha H. Lowman, Arroyo Grande, CA
- Young, S., and Levick, M. (1988). The Missions of California. Chronicle Books LLC, San Francisco, CA. ISBN 0-8118-1938-8

### 1846年-1900年
- Brands, H.W. The Age of Gold: The California Gold Rush and the New American Dream (2003)
- Burchell, Robert A. "The Loss of a Reputation; or, The Image of California in Britain before 1875," California Historical Quarterly 53 (Summer I974): 115-30, stories about Gold Rush lawlessness slowed immigration for two decades
- Burns, John F.  and Richard J. Orsi, eds; Taming the Elephant: Politics, Government, and Law in Pioneer California University of California Press, 2003
- Drager, K., and Fracchia, C. (1997). The Golden Dream:  California from Gold Rush to Statehood. Graphic Arts Center Publishing Company, Portland, OR. ISBN 1-55868-312-7
- Hunt, Aurora (1951). Army of the Pacific. Arthur Clark Company
- Jelinek,   Lawrence. Harvest Empire: A History of California Agriculture (1982) (ISBN 0-87835-131-0)
- McAfee, Ward. California's Railroad Era, 1850-1911 (1973)
- Olin, Spencer. California Politics, 1846-1920 (1981)
- Pitt, Leonard. The Decline of the Californios: A Social History of the Spanish-Speaking Californians, 1846-1890 (1966) (ISBN 0-520-01637-8)
- Saxton, Alexander. The Indispensable Enemy: Labor and the Anti-Chinese Movement in California (1971) (ISBN 0-520-02905-4)
- Starr, Kevin  and Richard J. Orsi eds. Rooted in Barbarous Soil: People, Culture, and Community in Gold Rush California (2001), articles by scholars
- Strobridge, William F. (1994). Regulars in the Redwoods, The U.S. Army in Northern California, 1852-1861. Arthur Clark Company
- Tutorow , Norman E. Leland Stanford Man of Many Careers(1971)
- Williams, R. Hal. The Democratic Party and California Politics, 1880-1896 (1973)

### 1900年以降
- Bakken, Gordon Morris. California History: A Topical Approach (2003)
- Pitt, Leonard, and Dale Pitt. Los Angeles A to Z: An Encyclopedia of the City and County (2000)
- Rawls, James J. ed. New Directions In California History: A Book of Readings (1988)
- Starr, Kevin  and Richard J. Orsi eds. Rooted in Barbarous Soil: People, Culture, and Community in Gold Rush California (2001)
- Starr, Kevin. (Note that there are numerous editions of this monumental state history, with slight title changes)
  - Starr, Kevin California: A History (2005), synthesis
  - Americans and the California Dream, 1850-1915 (1973)
  - Inventing the Dream: California through the Progressive Era (1986)
  - Material Dreams: Southern California through the 1920s(1991)
  - Endangered Dreams : The Great Depression in California  (1997)
  - The Dream Endures: California Enters the 1940s (1997)
  - Embattled Dreams: California in War and Peace, 1940-1950 (2003)
  - Coast of Dreams: California on the Edge, 1990-2003 (2004)
- Sucheng, Chan , and  Spencer C. Olin, eds. Major Problems in California History (1996)

### 学者による特別研究
- Abelmann, Nancy, and John Lie.  Blue Dreams: Korean Americans and the Los Angeles Riots (1995)
- Fogelson, Robert M. The Fragmented Metropolis: Los Angeles, 1850-1930 (1993)
- Miller, Sally M., and  Daniel A. Cornford eds. American Labor in the Era of World War II (1995) essays by scholars, mostly on California
- Roger W. Lotchin. Fortress California, 1910-1961 (2002)
- George E. Mowry. The California Progressives (1963)
- Sackman. Douglas Cazaux. Orange Empire: California and the Fruits of Eden. (2005) comprehensive, multidimensional history of citrus industry
- Stephanie S. Pincetl. Transforming California: A Political History of Land Use and Development (2003)
- Sitton, Tom and William F, Deverell, eds. Metropolis in the Making: Los Angeles in the 1920s (2001)
- Danielle Jean Swiontek. With Ballots and Pocketbooks: Women, Labor, and Reform in Progressive California (2006)